# 色彩帶

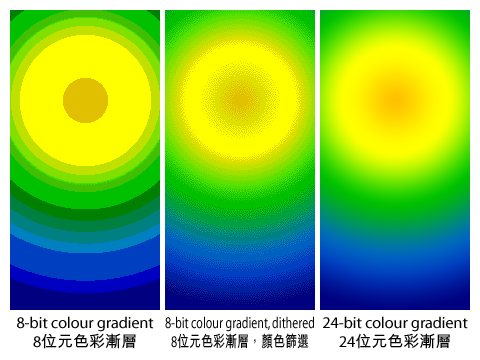
色帶插圖

色彩帶（又稱色帶）是電腦圖學上色彩顯示不準確的問題。
在24位元色彩模式時，紅綠藍三條色彩頻道各8位元道理上足夠在全部可見光範圍內顯示圖像，但在譬如顯示色彩漸變細節時卻出現突兀的漸層（以分野或混雜形式），因而帶來此一準繩度風險。例子有顯示天然漸變色（如日落、拂曉或藍天）時出現的微小色彩帶。
色彩帶更常在低色深環境中（如16至256色，即每像素4至8位元）出現，因位元數不足以演示各種顏色細節而導致顏色細節不能完整顯示。
解決色彩帶的可能方案，包括顏色篩選（Dithering）或提高色深（增加各色彩頻道的位元數）。

## 外部連結
- 動態範圍 24位元對36位元 （页面存档备份，存于）